# Segugio Italiano (Kurzhaar)
Der Segugio Italiano a pelo raso (it. für Kurzhaariger Italienischer Laufhund) ist eine von der FCI anerkannte italienische Hunderasse (Gruppe 6, Sektion 1.2, Nr. 337). Er ist eng verwandt mit dem Segugio Italiano a pelo forte (FCI 198).

## Herkunft und Geschichte
Dem Segugio Italiano a pelo raso wird eine Geschichte zugeschrieben, die weit bis in die Antike reicht. Die Rasse gilt als Nachkomme von Jagdhunden, die im alten Ägypten zur Verfolgung von Wild eingesetzt wurden, und später von phönizischen Kaufleuten in die Mittelmeerregion und nach Italien gebracht wurden. Auf Zeichnungen, die aus verschiedenen Pharaonendynastien stammen, sind Hunde dargestellt, die dem Segugio sehr ähnlich sind. Insbesondere die Hängeohren der dargestellten Hunde werden als Zeichen fortgeschrittener Domestikation gewertet.

## Beschreibung

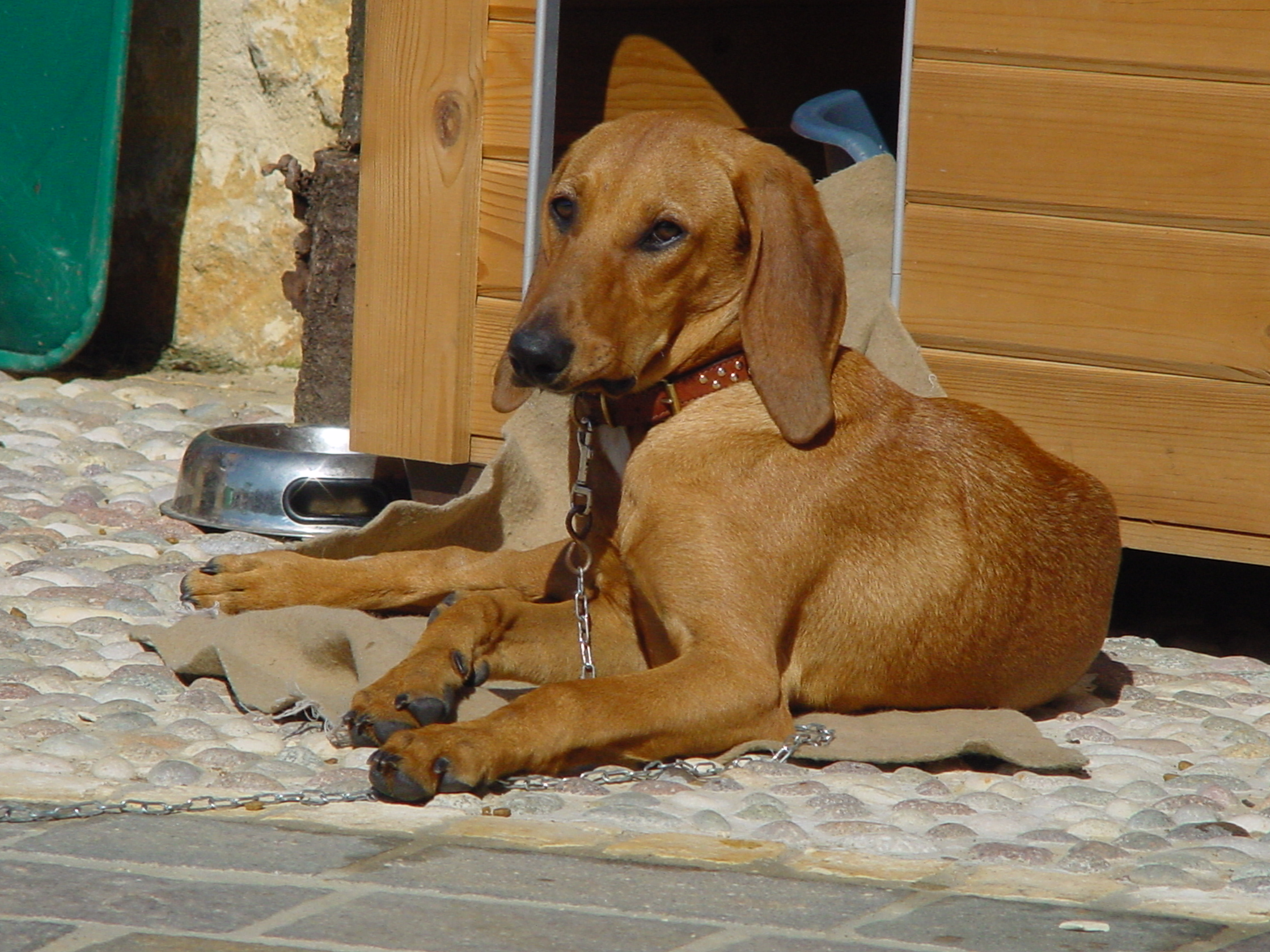

Der Körper dieser Laufhunde ist quadratisch, also etwa so hoch wie lang. Rüden sind 52 bis 58 cm hoch, Hündinnen 48 bis 56 cm. Bei vorzüglichen Hunden erlaubt der Rassestandard eine Abweichung von ± 2 cm. Der Körperbau ist kräftig, die Muskulatur soll gut ausgebildet sein, und die Haut soll eng anliegen (was in der Kynologie als trocken bezeichnet wird). Der Kopf ist von oben gesehen oval, die Hängeohren haben eine dreieckige Form und sind sehr breit. Hals und Widerrist sind harmonisch verschmolzen, der Widerrist tritt ein wenig aus der geraden Rückenlinie hervor, die von dort aus harmonisch abfällt und in der Lendenregion eine leichte Rundung hat. Die Rute ist dünn und erinnert in ihrer Form an einen Grissino. Das Haar ist dicht, kurz, engstehend und harsch. Der Standard erlaubt das Farbspektrum im einfarbigen Falb von hell verwaschen bis intensiv rot sowie schwarz-lohfarbenes Fell. Braun ist nicht zulässig. Der Segugio Italiano a pelo raso soll 18 bis 28 kg schwer sein. Seine mandelförmigen Augen sollen dunkel-ocker-farbig sein und immer schwarze Lidränder haben.

## Wesen
Der Segugio Italiano a pelo raso hat ein beherztes Naturell, aber ein wenig aufdringliches Wesen. Verglichen mit dem Segugio Italiano a pelo forte ist die Rasse überschwänglicher und lebhafter. Der Segugio Italiano a pelo raso ist ein Laufhund, der sehr widerstandsfähig ist und schnell und voller Eifer arbeitet – egal ob allein, oder in der Meute.

## Der Segugio Italiano in der Kunst

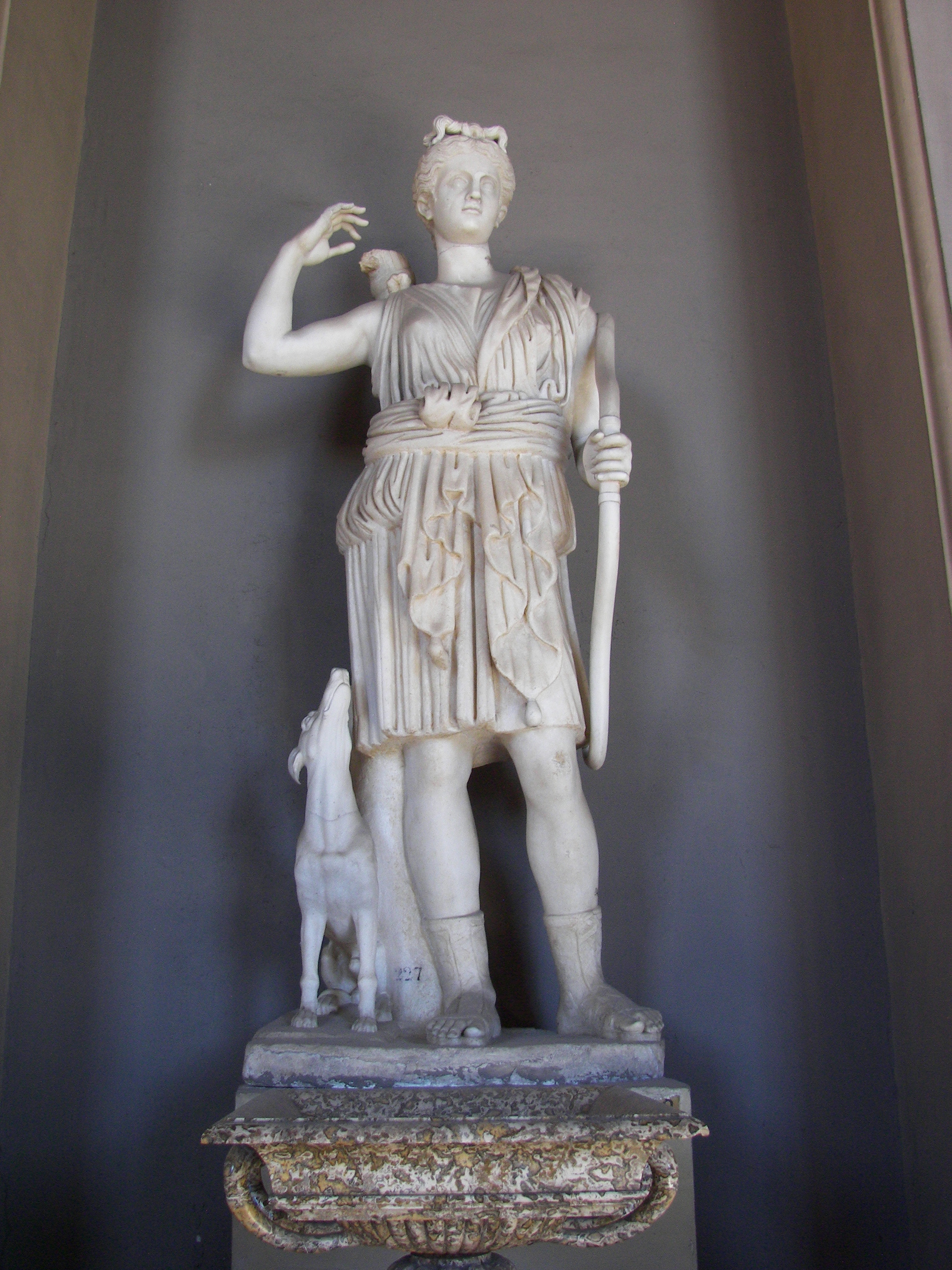
Statue der Diana im Vatikanischen Museum

Hunde, die in Typ und Größe mit dem heutigen Segugio übereinstimmen, finden sich als Teil der Statuen neben der Jagenden Diana im Museum von Neapel und neben der Bogenschießenden Diana im Museum des Vatikans. Im Schloss von Borso d’Este existiert ein Gemälde, das den Idealtyp des heutigen Segugio darstellt.